# VCO Trasporti
La V.C.O. Trasporti S.r.l, nata nel 2001 , si occupa del settore del trasporto pubblico locale (per alcuni centri) ed extraurbano (insieme ad altre società private) della provincia del Verbano-Cusio-Ossola. In passato era conosciuta con il nome di A.S.P.A.N. (Azienda Servizi Pubblici Alto Novarese) , e poi con il nome di Consorzio Servizi VCO . L’Azienda è controllata da VCO SERVIZI SpA .

## Le reti gestite
La V.C.O. Trasporti S.r.l. effettua servizio pubblico di trasporto principalmente nelle seguenti aree e mezzi:

### TPL - Trasporto Pubblico Locale
18 linee tra urbane, interurbane ed extraurbane 
- servizio autobus urbano nella città di Verbania (1 linea)
- servizio autobus extraurbani in quasi tutta la provincia del Verbano-Cusio-Ossola (16 linee), di cui 1 anche nel comune svizzero di Brissago
- servizio autobus extraurbano fra le città di Verbania e Torino (solo in periodo estivo)

## La rete

### Linee attive
le linee Urbane e suburbane in esercizio sono 17. 
| Linea       | Percorso                        | Lunghezza totale | Fermate | Note |
| ----------- | ------------------------------- | ---------------- | ------- | ---- |
| Linea 1     | Verbania-Omegna                 | -                | 13      |      |
| Linea 2     | Possaccio-Pallanza              | -                | 3       |      |
| Linea 3     | Verbania-Cannobio-Brissago      | -                | 14      |      |
| Linea 4     | Verbania-Premeno-Piancavallo    | -                | 11      |      |
| Linea 5     | Verbania-Domodossola            | -                | 21      |      |
| Linea 6     | Casale Corte Cerro-Omegna       | -                | 6       |      |
| Linea 7     | Omegna-Quarna                   | -                | 3       |      |
| Linea 8     | Verbania-Ghiffa-Oggebbio        | -                | 5       |      |
| Linea 9     | Verbania-San Bernardino Verbano | -                | 7       |      |
| Linea 10    | Verbania-Vignone                | -                | 3       |      |
| Linea 11    | Verbania-Cargiago               | -                | 3       |      |
| Linea 12    | Verbania-Cavandone              | -                | 2       |      |
| Linea 13-14 | Cannobio-Finero                 | -                | 12      |      |
| Linea 15    | Cannobio-Trarego Viggiona       | -                | 6       |      |
| Linea 16    | Cannobio-Traffiume              | -                | 2       |      |
| Linea 17    | Cannobio-Sant'Agata             | -                | 3       |      |